# Дискографія Ministry
Станом на 2024 рік дискографія американського індастріал-метал-гурту Ministry, який заснував і очолює Ел Жургенсен, складається з 16 студійних альбомів, 8 концертних альбомів, 14 альбомів збірок і реміксів, 13 синглів, 5 відеоальбомів (включно з відеоверсіями концертних альбомів) і 12 музичних кліпів. Кілька треків у період 1981—1994 років у студійному, концертному та кавер-форматах залишилися неопублікованими.

## Студійні альбоми
| Рік  | Альбом                                                                                       | Найвищі позиції в чартах | Найвищі позиції в чартах | Найвищі позиції в чартах | Найвищі позиції в чартах | Найвищі позиції в чартах | Найвищі позиції в чартах | Найвищі позиції в чартах | Найвищі позиції в чартах | Найвищі позиції в чартах | Найвищі позиції в чартах | Найвищі позиції в чартах | Найвищі позиції в чартах | Сертифікації                      |
| Рік  | Альбом                                                                                       | AU                       | AT                       | CA                       | CH                       | DE                       | FI                       | FR                       | NO                       | NZ                       | SE                       | UK                       | US                       | Сертифікації                      |
| ---- | -------------------------------------------------------------------------------------------- | ------------------------ | ------------------------ | ------------------------ | ------------------------ | ------------------------ | ------------------------ | ------------------------ | ------------------------ | ------------------------ | ------------------------ | ------------------------ | ------------------------ | --------------------------------- |
| 1983 | With Sympathy Деталі - Реліз: 14 квітня - Лейбл: EMI                                         | —                        | —                        | —                        | —                        | —                        | —                        | —                        | —                        | —                        | —                        | —                        | —                        |                                   |
| 1986 | Twitch Деталі - Реліз: 2 лютого - Лейбл: EMI                                                 | —                        | —                        | 97                       | —                        | —                        | —                        | —                        | —                        | —                        | —                        | —                        | 194                      |                                   |
| 1988 | The Land of Rape and Honey Деталі - Реліз: 22 березня - Лейбл: EMI                           | —                        | —                        | —                        | —                        | —                        | —                        | —                        | —                        | —                        | —                        | —                        | 164                      | Список - : Золотий                |
| 1989 | The Mind Is a Terrible Thing to Taste Деталі - Реліз: 16 травня - Лейбл: EMI                 | —                        | —                        | 38                       | —                        | —                        | —                        | —                        | —                        | —                        | —                        | —                        | 163                      | Список - : Золотий                |
| 1992 | Psalm 69: The Way to Succeed and the Way to Suck Eggs Деталі - Реліз: 3 вересня - Лейбл: EMI | —                        | —                        | 22                       | —                        | 69                       | —                        | —                        | —                        | 24                       | —                        | 33                       | 27                       | Список - : Золотий - : Платиновий |
| 1996 | Filth Pig Деталі - Реліз: 29 вересня - Лейбл: EMI                                            | 9                        | 47                       | 5                        | 50                       | 28                       | 17                       | 32                       | 38                       | 16                       | 7                        | 43                       | 19                       |                                   |
| 1999 | Dark Side of the Spoon Деталі - Реліз: 11 квітня - Лейбл: EMI                                | —                        | —                        | —                        | —                        | 57                       | —                        | —                        | —                        | —                        | 51                       | 85                       | 92                       |                                   |
| 2003 | Animositisomina Деталі - Реліз: 1 жовтня - Лейбл: EMI                                        | —                        | —                        | —                        | —                        | 93                       | —                        | 125                      | —                        | —                        | —                        | 186                      | 157                      |                                   |
| 2004 | Houses of the Molé Деталі - Реліз: 11 травня - Лейбл: EMI                                    | —                        | —                        | —                        | —                        | —                        | —                        | 162                      | —                        | —                        | —                        | 138                      | —                        |                                   |
| 2006 | Rio Grande Blood Деталі - Реліз: 2 жовтня - Лейбл: EMI                                       | —                        | —                        | —                        | —                        | 60                       | —                        | —                        | —                        | —                        | —                        | —                        | 134                      |                                   |
| 2007 | The Last Sucker Деталі - Реліз: 23 березня - Лейбл: EMI                                      | —                        | —                        | —                        | —                        | 95                       | —                        | —                        | —                        | —                        | —                        | —                        | 130                      |                                   |
| 2012 | Relapse Деталі - Реліз: 29 травня - Лейбл: EMI                                               | —                        | —                        | —                        | 99                       | 72                       | 45                       | —                        | —                        | —                        | 56                       | —                        | 193                      |                                   |
| 2013 | From Beer to Eternity Деталі - Реліз: 8 вересня - Лейбл: EMI                                 | —                        | —                        | —                        | —                        | 79                       | —                        | —                        | —                        | —                        | —                        | —                        | 140                      |                                   |

## Сингли
| Рік  | Сингл                      | Позиція в чартах | Позиція в чартах | Позиція в чартах | Позиція в чартах | Позиція в чартах | Позиція в чартах | Позиція в чартах | Позиція в чартах | Позиція в чартах | Позиція в чартах | Позиція в чартах | Позиція в чартах | Позиція в чартах | Позиція в чартах | Альбом                    |
| Рік  | Сингл                      | AU               | BE               | CA               | CH               | DE               | ES               | FR               | IE               | IT               | NL               | NZ               | UK               | US               | US Mod           | Альбом                    |
| ---- | -------------------------- | ---------------- | ---------------- | ---------------- | ---------------- | ---------------- | ---------------- | ---------------- | ---------------- | ---------------- | ---------------- | ---------------- | ---------------- | ---------------- | ---------------- | ------------------------- |
| 1981 | «Cold Life»                | —                | 20               | —                | —                | —                | —                | 1                | —                | —                | 26               | 38               | 31               | —                | —                | Seventeen Seconds         |
| 1981 | «I'm Falling»              | —                | —                | —                | —                | —                | —                | 10               | —                | —                | —                | 29               | 43               | —                | —                | Faith                     |
| 1981 | «I Wanted to Tell Her»     | —                | —                | —                | —                | —                | —                | 3                | —                | —                | —                | 31               | 44               | —                | —                | Неальбомний сингл         |
| 1982 | «Work for Love»            | 15               | —                | —                | —                | —                | —                | 2                | —                | —                | —                | 17               | 44               | —                | —                | Неальбомний сингл         |
| 1983 | «Revenge»                  | 34               | —                | —                | —                | —                | —                | —                | 19               | —                | —                | —                | 12               | —                | —                | Неальбомний сингл         |
| 1983 | «All Day»                  | 6                | —                | —                | —                | —                | —                | —                | 15               | —                | —                | 23               | 7                | —                | —                | Неальбомний сингл         |
| 1984 | «Nature of Love»           | 51               | —                | —                | —                | —                | —                | —                | 20               | —                | —                | —                | 14               | —                | —                | The Top                   |
| 1985 | «(Every Day Is) Halloween» | 16               | 23               | —                | —                | 45               | —                | 23               | 17               | 40               | 26               | 15               | 15               | 99               | —                | The Head on the Door      |
| 1985 | «Over the Shoulder»        | 7                | 30               | —                | —                | 49               | —                | 17               | 4                | —                | 16               | 27               | 24               | —                | —                | The Head on the Door      |
| 1986 | «Stigmata»                 | 26               | 17               | —                | —                | 19               | 31               | 28               | 9                | —                | 27               | —                | 22               | —                | —                | Неальбомний сингл         |
| 1987 | «Burning Inside»           | 16               | 17               | 62               | 28               | 29               | 5                | 29               | 12               | 27               | 25               | 16               | 21               | 54               | —                | Kiss Me, Kiss Me, Kiss Me |
| 1987 | «So What»                  | 77               | —                | —                | —                | 59               | 30               | —                | 16               | —                | 57               | —                | 27               | —                | —                | Kiss Me, Kiss Me, Kiss Me |
| 1987 | «Jesus Built My Hotrod»    | 89               | —                | —                | —                | —                | 25               | 33               | 15               | —                | 82               | 31               | 29               | 40               | —                | Kiss Me, Kiss Me, Kiss Me |
| 1992 | «N.W.O.»                   | —                | —                | —                | —                | —                | 8                | 10               | 18               | —                | 79               | —                | 45               | 68               | —                | Kiss Me, Kiss Me, Kiss Me |
| 1989 | «Just One Fix»             | 28               | 15               | 14               | 14               | 3                | 4                | 9                | 3                | 7                | 8                | 7                | 5                | 74               | 23               | Disintegration            |
| 1989 | «The Fall»                 | —                | —                | —                | —                | —                | —                | —                | —                | —                | —                | —                | —                | 46               | 1                | Disintegration            |
| 1989 | «Lay Lady Lay»             | 82               | 38               | 10               | —                | 21               | —                | 5                | 13               | 41               | 48               | 39               | 18               | 2                | 2                | Disintegration            |